# Minor Swing
Pour les articles homonymes, voir Minor et Swing.
Minor Swing est une célèbre composition de swing-jazz de Django Reinhardt et Stéphane Grappelli, enregistrée pour la première fois en 1937 chez le label Swing, par le Quintette du Hot Club de France, et devenue un des premiers standards du jazz manouche.

## Historique

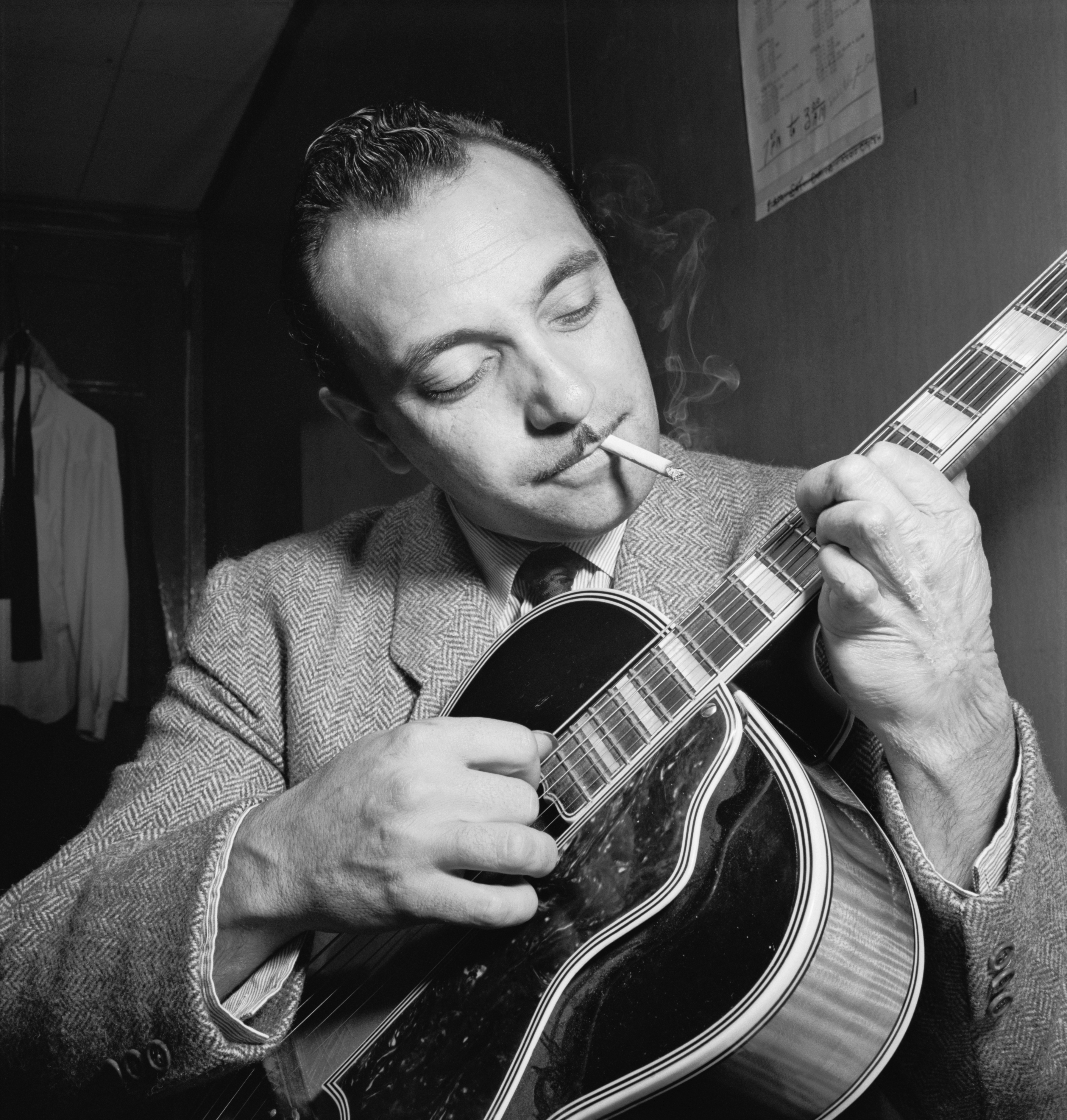
Django Reinhardt en 1946

On raconte que c'est en égrenant des notes pour s'accorder que Django Reinhardt et Stéphane Grappelli seraient venus à composer Minor Swing.
Il est enregistré pour la première fois à Paris, le 25 novembre 1937, par le Quintette du Hot Club de France formé par : 
- Django Reinhardt : guitare solo
- Stéphane Grappelli : violon
- Joseph Reinhardt : guitare rythmique
- Eugene Vees : guitare rythmique
- Louis Vola : contrebasse

Basé sur un thème et une structure harmonique très simples, c'est un morceau privilégié lors des bœufs. Laissant une grande liberté aux musiciens, il est souvent l'occasion de démonstrations de virtuosité technique.

## Analyse
Minor Swing est composé d'une introduction de 16 mesures, suivi d'un thème de 16 mesures de forme AA, qui sur la version originale n'est joué qu'à la fin. Sur la première version, ce thème est harmonisé à la tierce entre la guitare et le violon. La grille pour l'improvisation est encore différente, avec 16 mesures et une forme AB.
Le morceau est en la mineur. On n'y trouve que trois accords : la mineur, ré mineur et mi septième, parfois remplacé par un si bémol (substitution tritonique) ; la grille la plus souvent utilisée pour l'improvisation est celle-ci : 
```
| La m6 | La m6 | Ré m6 | Ré m6 | Mi 7 | Mi 7 | La m6 | La m6  |
| Ré m6 | Ré m6 | La m6 | La m6 | Mi 7 | Mi 7 | La m6 | (Mi 7) |
```

La grille est souvent enrichie ainsi :
```
| La m6 | La m6 | Ré m6 | Ré m6 | Mi 7    | Mi 7 | La m6 | La m6  |
| Ré m6 | Sol 7 | Do M7 | Fa M7 | Si m7b5 | Mi 7 | La m6 | (Mi 7) |
```

## Versions notables
Django Reinhardt a enregistré plusieurs fois ce morceau
- le 25 novembre 1937 à la guitare acoustique, avec le Quintette du Hot Club de France, avec notamment Stéphane Grappelli, Joseph Reinhardt et Louis Vola[8] ;
- le 29 août 1947 à la guitare électrique, avec le Quintette du Hot Club de France, avec notamment Emmanuel Soudieux[9] ;
- en novembre 1948 à la guitare électrique à Bruxelles, avec notamment Hubert Rostaing et Louis Vola[10] ;
- en janvier ou février 1949 à la guitare acoustique, avec notamment Stéphane Grappelli[11] ;
- en avril ou mai 1950 à la guitare électrique, avec le Quintette du Hot Club de France, avec notamment André Ekyan et Roger Paraboschi[12].

De nombreux autres artistes ont également enregistré ce morceau. Parmi ceux-ci, on peut citer :
- Sacha Distel et Claude Bolling sur Hommage à Django (1962)
- Babik Reinhardt sur Sur le chemin de mon pere… Django Reinhardt (1974)
- Stéphane Grappelli, Philip Catherine, Larry Coryell et Niels-Henning Ørsted Pedersen sur Young Django (1979)
- Biréli Lagrène sur Live with Vic Juris (1985) ; sur Gipsy Project & Friends (2002)
- Rosenberg trio sur Live at the North Sea Jazz Festival (1993)
- Raphaël Faÿs sur Sans domicile fixe (1996)
- Didier Lockwood sur Tribute to Stéphane Grappelli (2000)
- Kazumi Watanabe sur Guitar Renaissance (2003)
- Angelo Debarre et Tchavolo Schmitt sur Mémoires (L'Hommage à Django Reinhardt) (2004)
- Florin Niculescu sur Djangophonie (2005)
- Steeve Laffont et Sré Kidjalés sur Latchès (2005)
- Joscho Stephan sur Acoustic Live (2006)
- Belleruche sur Turntable Soul Music (2007)
- Thomas Dutronc sur Frenchy (2020)

La mélodie de la chanson J'vends du vent d'Henri Tachan (2007) ressemble étrangement à celle de Minor swing.[réf. nécessaire]

## Utilisation

### Au cinéma
Ce thème a été utilisé de nombreuses fois en tant que musique de film, avec :
- 1974 : Lacombe Lucien, de Louis Malle.
- 1993 : Arizona Dream, d'Emir Kusturica.
- 1999 : Matrix, de Lana et Lilly Wachowski[14].
- 2001 : Le Chocolat, de Lasse Hallström.
- 2004 : Nous étions libres, de John Duigan.
- 2017 : Django, d'Étienne Comar (inspiré d'une partie de la vie de Django Reinhardt)[15],[16].

### Télévision
Minor Swing sert de générique à l'émission religieuse juive La source de vie à la télévision française.